# Brevet de technicien supérieur - Contrôle industriel et régulation automatique
Pour les articles homonymes, voir CIRA.
Le BTS Contrôle industriel et régulation automatique (CIRA) est un brevet de technicien supérieur orienté vers le contrôle industriel, qui ne doit pas s'entendre ici au sens de « contrôle qualité » mais en tant qu'instrumentation et régulation automatique des procédés industriels physico-chimiques des industries dites « de transformation ». 
Cette section est très appréciée des industriels du fait de la polyvalence des connaissances acquises lors de la formation. Le diplôme (Bac +2) est reconnu dans le monde entier et offre un panel pour le moins intéressant de métiers très divers, allant du technico commercial aux métiers d'instrumentiste. On y apprend les matières physique  industrielle, chimie industrielle, physique appliquée, régulation, instrumentation, automatisme, et mathématiques. Il ne faut pas y négliger les langues qui sont des atouts très importants dans une filière où la communication reste sine qua non.